# Damenakademien
Les Damenakademien (Académie pour femmes) désignent des écoles d'art pour femmes créées en Allemagne à la fin du XIXe siècle afin de pallier l'interdiction faites aux femmes de fréquenter les académies des beaux-arts. Celles-ci dispensent des formations artistiques (dessin et peinture).

## Contexte
Au XIXe siècle, les femmes n'ont pas accès aux formations et aux métiers artistiques en Allemagne. L'accès aux académies leur sont refusées. En Russie les femmes peuvent étudier dans les académies à partir de 1871. En France, les femmes sont acceptées à l'académie des beaux-arts en 1897. En Allemagne, les académies des beaux-arts leur sont accessibles en 1919, sous la République de Weimar.
Au cours du XIXe siècle, de nombreuses femmes artistes se réunissent en association pour améliorer leur situation et développer la formation dans le domaine de l'art. De leur propre initiative, les associations d'artistes créent des académies de femmes ou écoles d'art, qui permettent aux femmes d'étudier l'art, comme l’école d'art de l'Association des femmes artistes de Munich et l'école d'art de l'association des femmes artistes de Berlin. L’École de peinture pour femmes de Karlsruhe est une école d'art privée gérée par l'État.
L'école d'art pour femmes de Berlin ouvre en 1867. Elle fonctionne jusqu'en 1945.
L'école d'art pour femmes de Munich ouvre en 1882. Elle cesse son activité lorsque l'académie des beaux-arts de Munich ouvre ses portes aux femme en 1919.
Outre les associations d'artistes de Berlin et de Munich, des associations similaires sont fondées dans d'autres villes allemandes : Association des femmes peintres du Wurttenberg (de), à Stuttgart en 1893, à Leipzig en 1897 fondée par Philippine Wolff-Arndt, à Düsseldorf  en 1911, le GEDOK à Hambourg en 1926 et à Cologne en 1929.